# Chuchle (bývalé nádraží)
Chuchle byl název železniční stanice, později zastávky, v Malé Chuchli na trati 171 do Berouna. Stála jižně od chuchelských lázní na okraji obce a zrušena byla roku 1941.

## Historie
Železniční stanice byla v Malé Chuchli postavena současně s jednokolejnou tratí do Berouna a zprovozněna 14. července roku 1862. Sloužila pro křižování vlaků, po zdvoukolejnění tratě ve 30. letech 20. století bylo nádraží přeměněno na zastávku.
K původní výpravní budově přibylo nástupiště ve směru na Prahu a lávka přes koleje pro pěší. U lávky byla pro potřeby stanice postavena malá přízemní budova, která se při přestavbě kolejiště a zvětšování osové vzdálenosti kolejí dostala do těsného sousedství trati. Tato budova existovala ještě roku 2013 (zbořeno), na místě nádražní budovy zbořené mezi lety 1966 až 1975 stojí novostavba.

### Ukončení provozu
Stanice v Malé Chuchli byla v provozu do roku 1941, kdy ji nahradila nová železniční stanice ve Velké Chuchli při železničním přejezdu.